# ПСМ-Р
ПСМ-Р — украинский самозарядный травматический пистолет, который представляет собой конверсию советского боевого пистолета ПСМ под патрон 9 мм P.A.. Производится на предприятии ООО "СОБР" в Харькове.
Боевой ПСМ предназначался для вооружения высшего командного состава советской армии. Основным требованием к пистолету являлось удобство постоянного ношения. Отличительной особенностью ПСМ является плоская конструкция без выступающих частей, небольшая толщина (18 мм по затвору, со спичечный коробок) и масса.

## Описание конструкции
Травматическая версия ПСМ-Р выполнена из тех же материалов, что и боевой вариант. Затвор, рамка и прочие детали выполнены из оружейной стали, накладки на рукоятке и крышка магазина с изменённой формой для лучшего хвата выполнены из пластмассы.
Ударно-спусковой механизм курковый, двойного действия. Рычажок предохранителя расположен слева на затворе рядом с курком. При постановке оружия на предохранитель происходит автоматический спуск курка с боевого взвода. Сам предохранитель расположен таким образом, чтобы движением большого пальца при его выключении можно было бы одновременно взвести курок. 
В конструкции ПСМ-Р имеется затворная задержка, однако рычажка её выключения нет (это сделано для уменьшения числа выступающих из оружия деталей). Для снятия затвора с затворной задержки нужно извлечь пустой магазин и, слегка оттянув назад открытый затвор, отпустить его.
В отличие от российской модификации ИЖ-78-9Т, украинский ПСМ-Р имеет гладкий ствол без каких-либо выступов в канале ствола.